# Rhynchozoon globosum
Rhynchozoon globosum är en mossdjursart som beskrevs av Harmer 1957. Rhynchozoon globosum ingår i släktet Rhynchozoon och familjen Phidoloporidae. Inga underarter finns listade i Catalogue of Life.